# Heliophanus furcillatus
Heliophanus furcillatus är en spindelart som beskrevs av Simon 1868. Heliophanus furcillatus ingår i släktet Heliophanus och familjen hoppspindlar. Inga underarter finns listade i Catalogue of Life.